# Ignatij Kozłowski
Ignatij Ignatjewicz Kozłowski (ros. Игнатий Игнатьевич Козловский, biał. Ігнат Ігнацьевіч Казлоўскі, ur. 2 lutego?/15 lutego 1917 we wsi Bolszyje Prussy w rejonie kopylskim w obwodzie mińskim, zm. 9 czerwca 1962 w Mińsku) – radziecki lotnik wojskowy, pułkownik, Bohater Związku Radzieckiego (1945).

## Życiorys
Urodził się w białoruskiej rodzinie chłopskiej. Do 1935 skończył 10 klas, w 1936 został powołany do Armii Czerwonej, w 1939 ukończył wojskową szkołę lotniczą w Stalingradzie, od 1940 należał do WKP(b). Od listopada 1941 uczestniczył w wojnie z Niemcami, w 1943 ukończył kursy doskonalenia kadry oficerskiej, był nawigatorem 996 pułku lotnictwa szturmowego 224 Dywizji Lotnictwa Szturmowego 8 Armii Powietrznej 4 Frontu Ukraińskiego w stopniu kapitana. Wykonał 120 lotów bojowych, zwiadowczych i szturmowych, w tym 48 na tyły wroga, dostarczając zapasy radzieckim wojskowym okrążonym pod Wiaźmą, i wywożąc rannych z okrążenia. W 1951 ukończył Akademię Wojskowo-Powietrzną, w 1960 zakończył służbę w stopniu pułkownika.

## Odznaczenia
- Złota Gwiazda Bohatera Związku Radzieckiego (18 sierpnia 1945)
- Order Lenina
- Order Czerwonego Sztandaru (czterokrotnie)
- Order Aleksandra Newskiego
- Order Czerwonej Gwiazdy

I medale.